# Nikolaus Zrinski

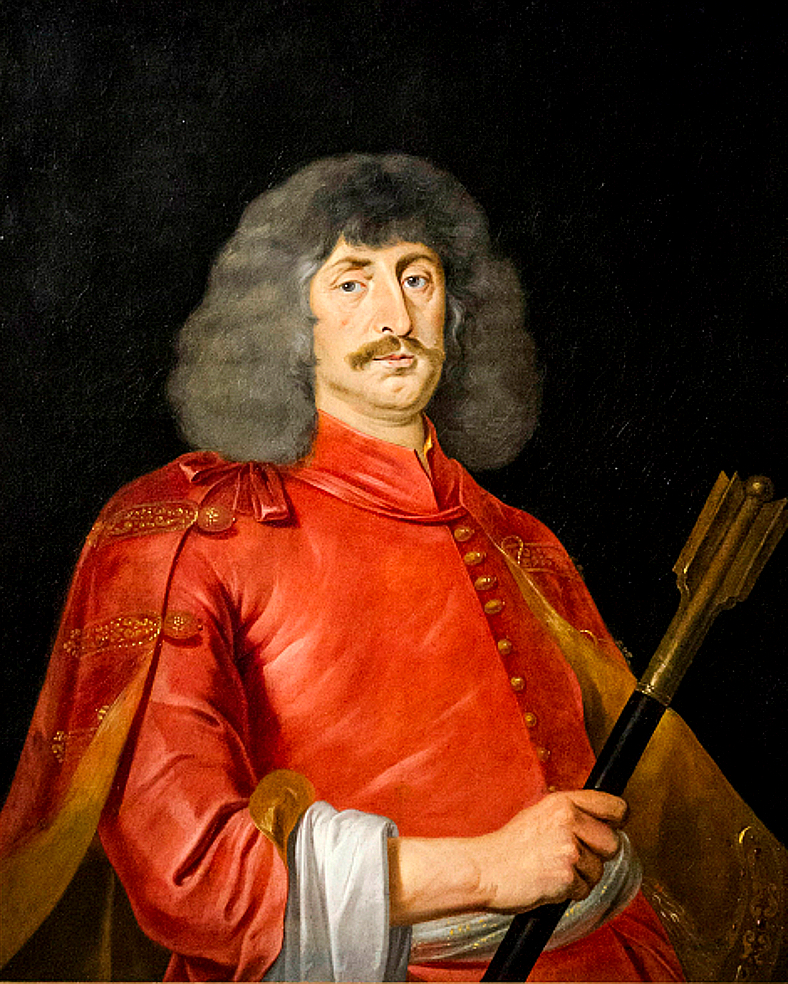
Nikolaus Graf Zrinski (Gemälde von Jan Thomas van Yperen, 17. Jh.).
Zrinskis Unterschrift:

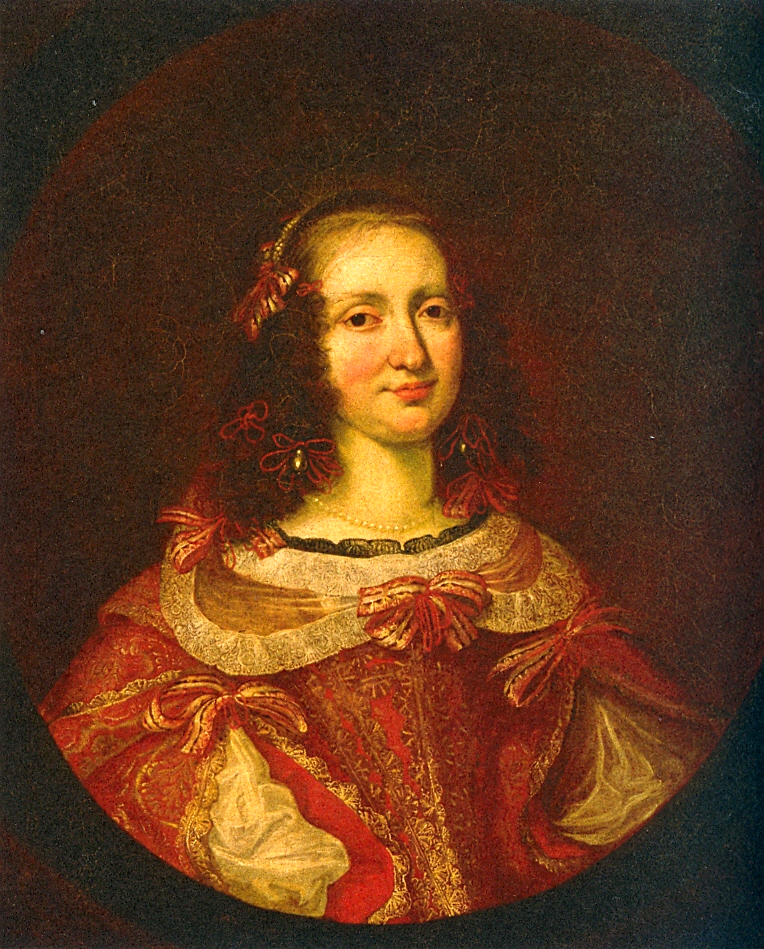
Maria Sofia Löbl

Nikolaus VII. Šubić von Zrin, kurz Nikolaus VII. Zrinski (kroatisch Nikola VII. Zrinski, ungarisch Zrínyi VII. Miklós; * 1. Mai 1620 in Čakovec; † 18. November 1664 in Kuršanec bei Čakovec) war Ban von Kroatien, kaiserlicher Feldherr und Dichter aus dem kroatisch-ungarischen Adelsgeschlecht Zrinski. Er gilt bei vielen Ungarn und Kroaten als Nationalheld.

## Leben

### Herkunft und Ausbildung
Er war der Sohn von Georg Zrinski und Magdalena Széchy. Sein Urgroßvater war Nikola Šubić Zrinski.
Zrinski wurde in Graz und Wien an Jesuitenschulen ausgebildet. 1638 begann er eine Offizierslaufbahn.

### Dreißigjähriger Krieg

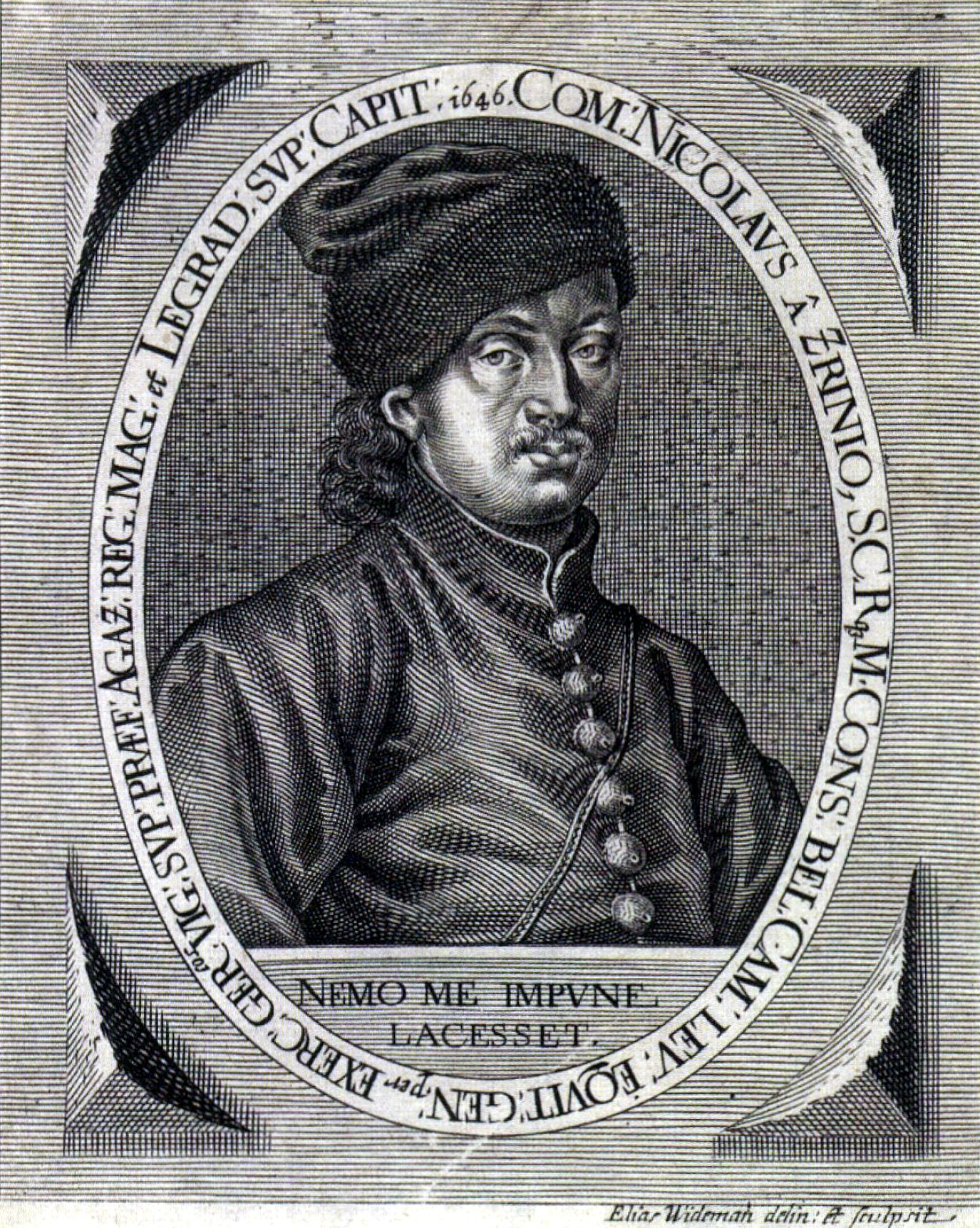
Nikolaus Zrinski im Jahr 1646

Während des Dreißigjährigen Krieges kämpfte er 1645 in Mähren gegen die Schweden, 1646 gegen die Türken. Im gleichen Jahr wurde er zum General und 1647 zum Ban von Kroatien ernannt.

### Türkenkriege
1652 bis 1653 war er in ständige Kämpfe mit dem Osmanischen Reich verwickelt.
1655 stellte Zrinski sich an die Spitze der nationalen Partei, die gegen die absolutistischen Bestrebungen Kaiser Leopolds I. auftrat. Zudem forderte er ein eigenes ungarisches Heer, da die kaiserlichen Truppen unfähig seien, die Türken aus dem Land zu vertreiben. Dies brachte ihn in Opposition zur Hofpartei. Als zudem bekannt wurde, dass er mit Frankreich verhandelt hatte, wurde seine Wahl zum Palatin vereitelt. Zur Verteidigung gegen die Osmanen baute er 1661/62 die Festung Neu-Zrin (kroatisch Novi Zrin) im äußersten Osten der Herrschaft Međimurje, die jedoch nach deren Belagerung 1664 zerstört wurde.

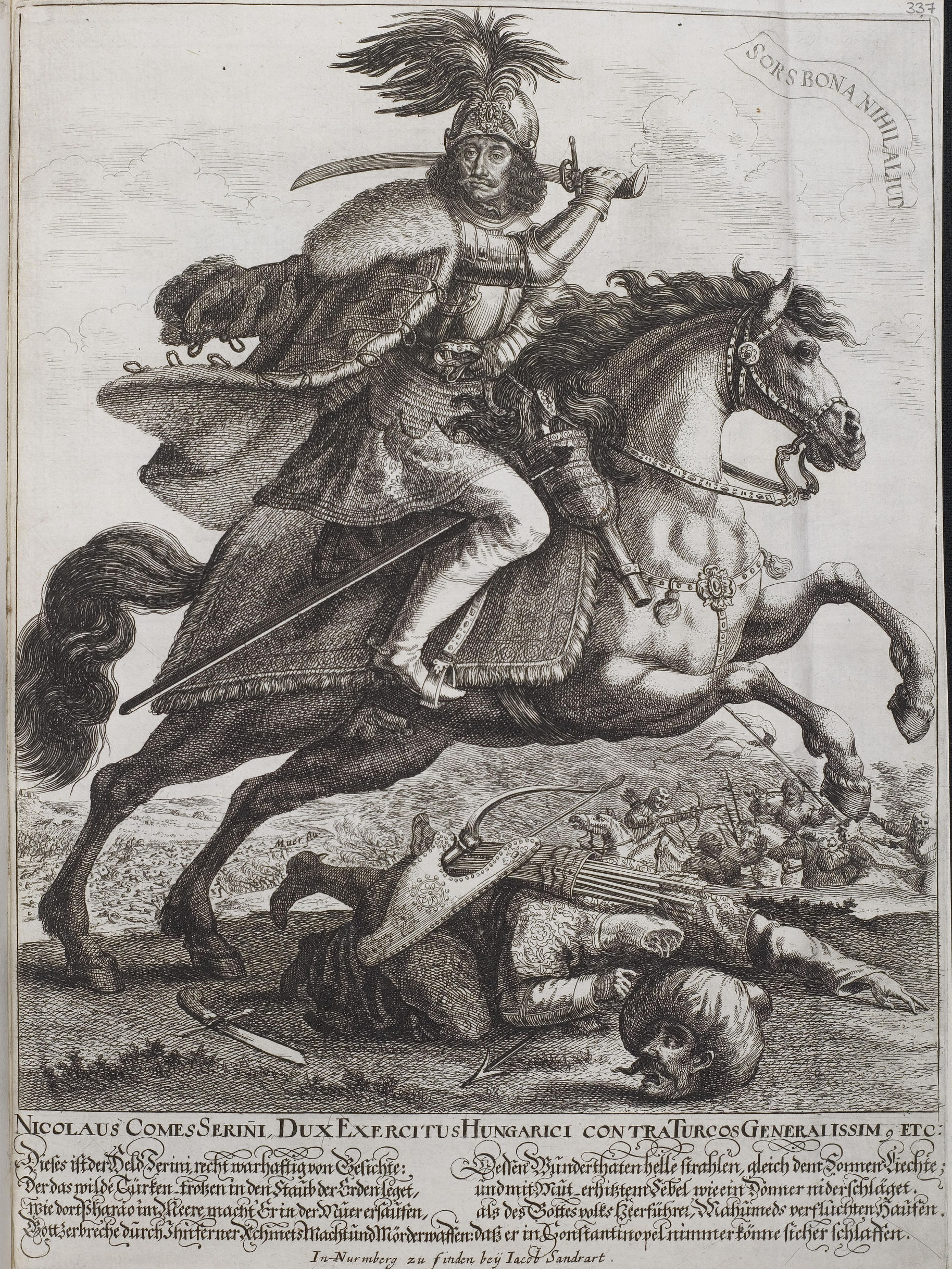
Nikolaus Zrinski als „Türkenkämpfer“

Während des Türkenkrieges 1663/1664 konnte er in einem schnellen Winterfeldzug von den Türken stark befestigte Brücke von Osijek (ungarisch: Eszék) erobern und zerstören, und damit den weiteren Vormarsch der Türken nach Westen vorerst verhindern, wurde aber von den kaiserlichen Truppen unter Raimondo Montecuccoli nicht ausreichend unterstützt. Bei der folgenden Offensive der Türken musste Zrinski bis an die Grenze der Steiermark zurückgehen. Er war ein erbitterter Gegner des Friedens von Eisenburg, der 1664 den Türken ihre Eroberungen zusicherte.

### Tod

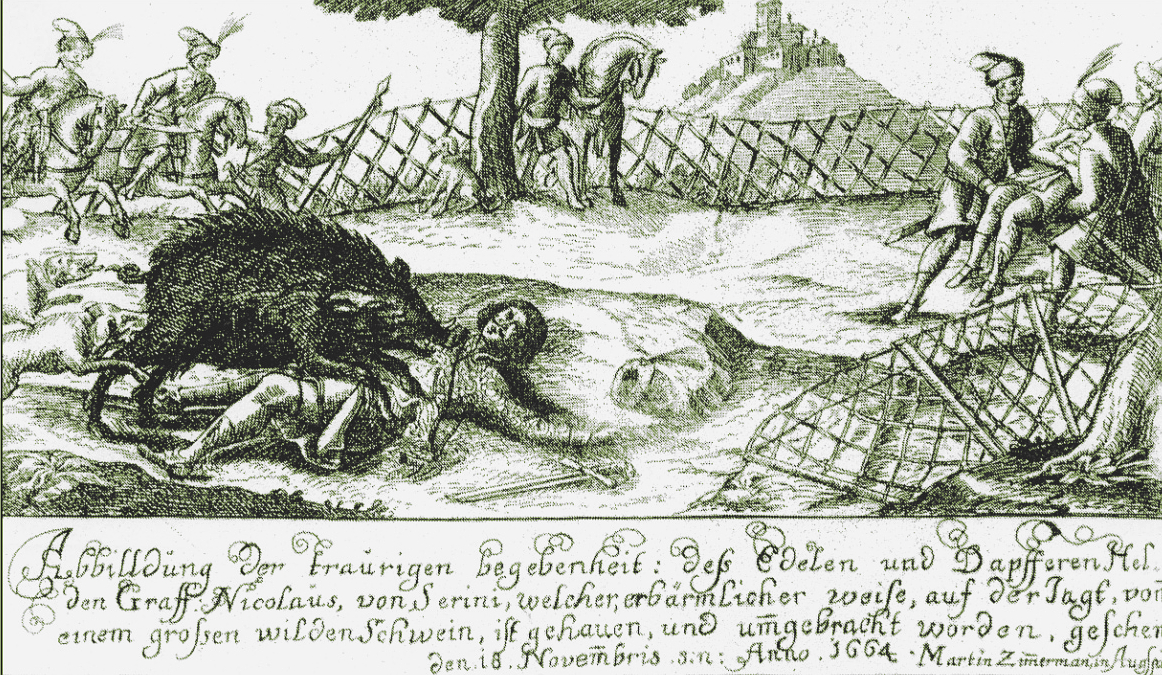
Zeitgenössische Darstellung von Zrinskis Tötung während der Jagd durch einen Keiler.

Am 18. November 1664 erlag Zrinski den Verletzungen, die ihm ein Keiler bei der Jagd zugefügt hatte. Es hielten sich hartnäckig Gerüchte, dass er auf Geheiß des Hofes ermordet worden sei.

## Ehen und Nachkommen
Am 11. Februar 1646 heiratete er die Gräfin Eusebia Drašković von Trakošćan, aber sie starb am 24. September 1650. Am 30. April 1652 heiratete er wieder, und zwar Maria Sofia Löbl aus Wien. Sie gebar ihm vier Kinder, unter ihnen den Sohn Adam.

## Werke

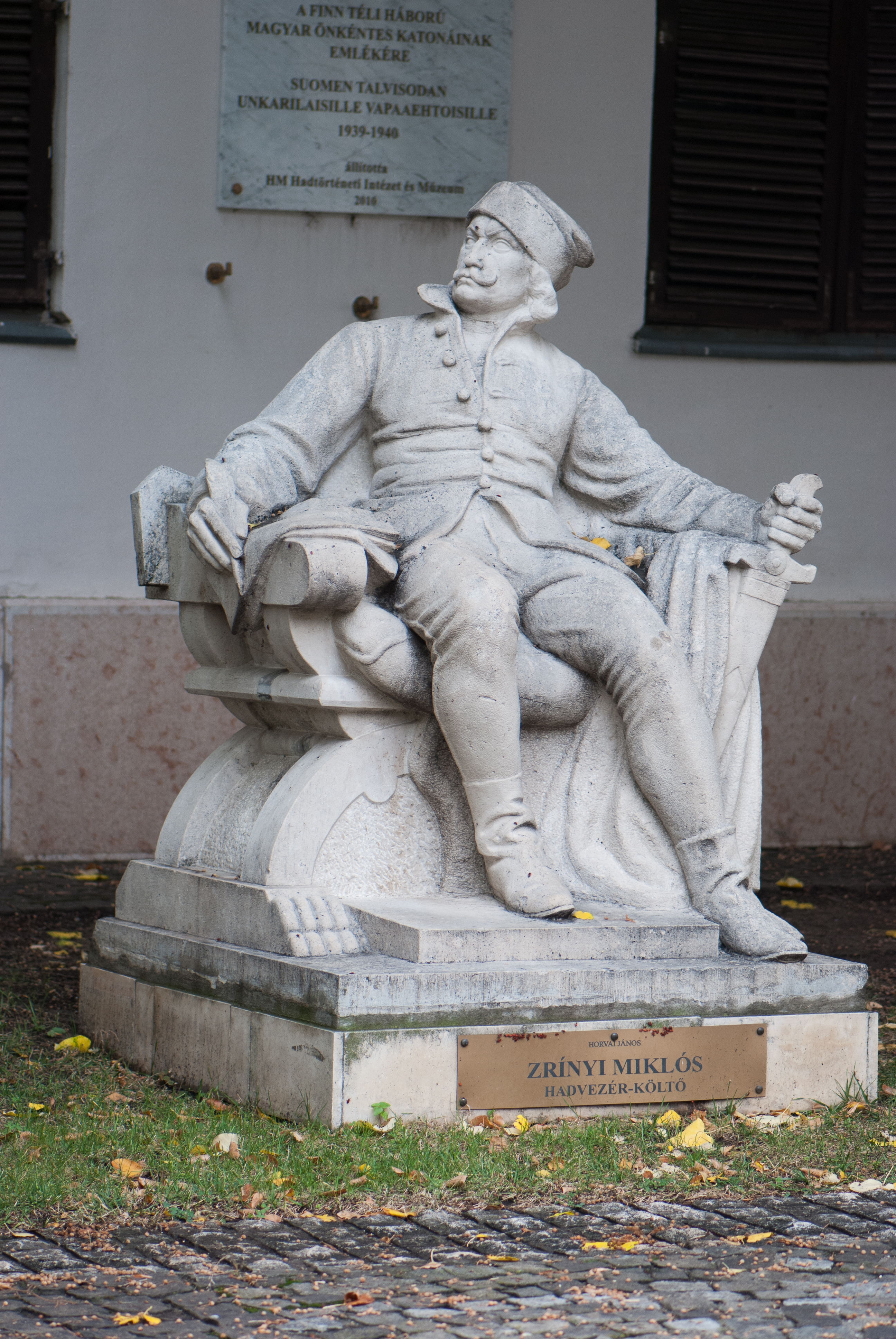
Zrinski-Statue am Militärhistorischen Museum von Budapest

Er war ein Freund der Wissenschaften und Dichter, der Deutsch, Kroatisch, Ungarisch, Türkisch und Latein gut beherrschte.
Er schuf 1645/46 das ungarischsprachige Epos in 15 Gesängen Obsidio Szigetiana (ungarisch: Szigeti Veszedelem, deutsch: Der Fall von Sziget), das die Heldentat seines 1566 bei der Belagerung von Szigetvár gefallenen Urgroßvaters Nikola Šubić Zrinski verherrlicht.
Von einer von ihm gesammelten bedeutenden Bibliothek (Bibliotheca Zriniana) befinden sich heute noch 529 Bände und 29 Manuskripte in der National- und Universitätsbibliothek Zagreb.